# نیروی هسته‌ای در آلمان

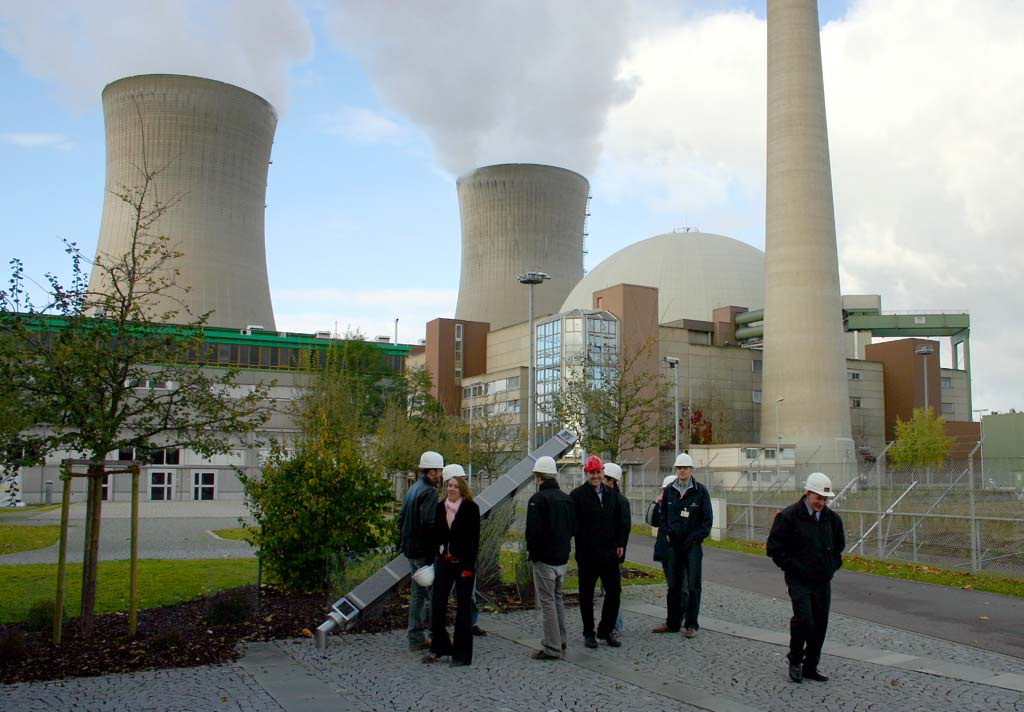
نیروگاه هسته‌ای گرافنرینفلد در آلمان که در سال ۲۰۱۵ تعطیل شد

نیروی هسته‌ای در آلمان گاهی تا ۳۰ درصد از تولید برق در آلمان را تشکیل می‌داد. انرژی هسته‌ای از دههٔ ۱۹۶۰ تا زمان توقف کامل آن در آوریل ۲۰۲۳ در آلمان مورد استفاده قرار می‌گرفت.
برنامهٔ انرژی هسته‌ای آلمان با راکتورهای تحقیقاتی در دهه‌های ۱۹۵۰ و ۱۹۶۰ آغاز شد و نخستین نیروگاه تجاری در سال ۱۹۶۹ به بهره‌برداری رسید. تا سال ۱۹۹۰، انرژی هسته‌ای حدود یک‌چهارم از برق تولیدشده در کشور را تأمین می‌کرد. در سال ۲۰۲۱، انرژی هسته‌ای ۱۳٫۳٪ از تأمین برق آلمان را شامل می‌شد، که این میزان از شش نیروگاه تأمین می‌شد. سه مورد از این نیروگاه‌ها در پایان سال ۲۰۲۱ خاموش شدند و سه تای دیگر تا آوریل ۲۰۲۳ فعالیت خود را متوقف کردند.
جنبش ضد هسته‌ای در آلمان پیشینه‌ای طولانی دارد که به اوایل دههٔ ۱۹۷۰ بازمی‌گردد و پس از فاجعه چرنوبیل در سال ۱۹۸۶ شدت گرفت. پس از حادثهٔ اتمی فوکوشیما در مارس ۲۰۱۱ و اعتراضات ضد هسته‌ای پس از آن، دولت اعلام کرد که همهٔ نیروگاه‌های هسته‌ای خود را تا سال ۲۰۲۲ تعطیل خواهد کرد. پس از فوکوشیما، هشت راکتور از ۱۷ راکتور فعال در آلمان برای همیشه خاموش شدند.
در حالی که انرژی هسته‌ای به‌تدریج از ترکیب انرژی آلمان کنار گذاشته می‌شد، استفاده از انرژی سوخت‌های فسیلی در این کشور طی دورهٔ ۲۰۰۲ تا ۲۰۲۲ حدود ۷٪ افزایش یافت؛ با افزایش چشمگیر مصرف گاز طبیعی و کاهش اندک در استفاده از زغال‌سنگ و نفت. بنا بر برخی برآوردها، آلمان می‌توانست با حفظ انرژی هسته‌ای در این بازه، انتشار گاز گلخانه‌ای خود را تا ۷۳٪ کاهش دهد و در گذار انرژی حدود ۶۹۶ میلیارد یورو صرفه‌جویی کند.

## تاریخچه

### پژوهش‌های اولیهٔ هسته‌ای در آلمان
پیش از به قدرت رسیدن آلمان نازی، دانشگاه‌های آلمان محل کار برخی از برجسته‌ترین فیزیک‌دانان هسته‌ای جهان بودند، از جمله آلبرت اینشتین، اتو هان، لیزه مایتنر، لئو زیلارد و دیگران. در سال ۱۹۳۸، هان و همکارش فریتس اشتراسمان آزمایشی را انجام دادند که توسط لیزه مایتنر طراحی شده بود (که پیش‌تر به‌دلیل تبار یهودی‌اش به تبعید رفته بود) و این آزمایش به کشف شکافت هسته‌ای انجامید. به‌زودی پس از آن، «رقابتی» میان قدرت‌های در آستانهٔ جنگ جهانی دوم برای یافتن کاربردهای نظامی یا غیرنظامی این فناوری نوظهور آغاز شد. برنامهٔ هسته‌ای آلمان که به‌دلیل درگیری‌های درونی، کمبود منابع، خطاها، و بی‌اعتمادی مقامات نازی به «فیزیک آریایی» با موانع زیادی مواجه بود، تحت هدایت ورنر هایزنبرگ با عنوان «برنامهٔ جنگ‌افزار هسته‌ای آلمان» (باشگاه اورانیوم)، هرگز به ساخت ماشین اورانیوم که به نقطهٔ بحرانی برسد نزدیک نشد، چه برسد به ساخت جنگ‌افزار هسته‌ای. زمانی که نیروهای آمریکایی در جریان جنگ، آخرین تلاش آلمان برای ساخت رآکتور تحقیقاتی در هایگرلخ واقع در جنوب غربی آلمان را به دست گرفتند، برای اعضای مأموریت السوس روشن بود که آلمان در مقایسه با پروژهٔ منهتن به‌طور قابل توجهی عقب مانده است.

### نخستین نیروگاه‌های هسته‌ای
همانند بسیاری از کشورهای توسعه‌یافته، توسعهٔ انرژی هسته‌ای در آلمان نیز نخستین‌بار در اواخر دههٔ ۱۹۵۰ آغاز شد. پیش از سال ۱۹۶۰ تنها چند راکتور آزمایشی به بهره‌برداری رسیدند و یک نیروگاه آزمایشی در کال ام ماین در سال ۱۹۶۰ افتتاح شد. همهٔ نیروگاه‌های هسته‌ای آلمان که بین سال‌های ۱۹۶۰ تا ۱۹۷۰ راه‌اندازی شدند — همانند نیروگاه‌های دیگر نقاط جهان در آن دوره — ظرفیتی کمتر از ۱٬۰۰۰ مگاوات داشتند و اکنون همگی تعطیل شده‌اند. نخستین نیروگاه تقریباً تمام‌تجاری هسته‌ای در سال ۱۹۶۹ فعالیت خود را آغاز کرد؛ اوبرایگهایم تا سال ۲۰۰۵ فعال بود، که با تصمیم دولت برای توقف تدریجی، تعطیل شد. نخستین نیروگاه‌هایی با ظرفیت بیش از ۱٬۰۰۰ مگاوات، دو واحد نیروگاه هسته‌ای بیبلیس بودند که به ترتیب در سال‌های ۱۹۷۴ و ۱۹۷۶ به بهره‌برداری رسیدند.
در اوایل دههٔ ۱۹۶۰، پیشنهادی برای ساخت یک نیروگاه هسته‌ای در برلین غربی مطرح شد، اما این پروژه در سال ۱۹۶۲ کنار گذاشته شد. تلاش دیگری برای ساخت یک راکتور در یک شهر بزرگ در سال ۱۹۶۷ انجام شد، زمانی که ب‌آاس‌اف قصد داشت یک نیروگاه هسته‌ای در محوطهٔ کارخانه‌اش در لودویگسهافن برای تأمین بخار فرایندی بسازد. این پروژه در نهایت کنار گذاشته شد.

### تلاش‌ها برای توسعهٔ چرخهٔ سوخت بسته و راکتورهای زاینده
برنامه‌ای برای ایجاد یک چرخهٔ بستهٔ سوخت هسته‌ای در نظر گرفته شده بود که با استخراج اورانیوم در مناطق زارلاند و جنگل سیاه آغاز می‌شد؛ تغلیظ سنگ اورانیوم و تولید میله‌های سوخت در هانائو انجام می‌گرفت؛ و بازفرآوری سوخت مصرف‌شده در کارخانهٔ بازفرآوری سوخت هسته‌ای در واکرسدورف که هرگز ساخته نشد، انجام می‌شد. ضایعات هسته‌ای نیز قرار بود در یک مخزن زمین‌ساختی عمیق به‌عنوان بخشی از پروژهٔ انبار بلندمدت گورلبن ذخیره شود. امروزه یک روند جستجوی سراسری و «باز و بدون پیش‌فرض» در سراسر کشور برای یافتن مکان مناسب برای انبار سوخت هسته‌ای پرتودهی‌شده در جریان است.
در سال ۱۹۵۹، ۱۵ شرکت برق شهری، شرکت «اتحادیهٔ راکتور آزمایشی با مسئولیت محدود» (Arbeitsgemeinschaft Versuchsreaktor، به اختصار AVR) را با هدف نمایش قابلیت و امکان‌پذیری یک رآکتور دمای بالا با خنک‌سازی گازی و کندکنندهٔ گرافیتی (HTGR) تأسیس کردند. در اوایل دههٔ ۱۹۶۰، طراحی و ساخت AVR در مرکز پژوهشی یولیش آغاز شد. نخستین حالت بحرانی در سال ۱۹۶۶ به دست آمد و این راکتور بیش از ۲۲ سال در حال فعالیت بود. با وجود آنکه سامانهٔ بارگذاری و تخلیهٔ سوخت عملکرد بسیار خوبی داشت، راکتور AVR در سال ۱۹۸۸ به دلایل سیاسی تعطیل شد. طراحی این راکتور به‌گونه‌ای بود که اورانیوم-۲۳۳ را از توریوم-۲۳۲ تولید کند. توریوم-۲۳۲ در پوستهٔ زمین بیش از ۱۰۰ برابر اورانیوم-۲۳۵ فراوانی دارد.
در سال ۱۹۶۵، پیش از آغاز به کار AVR، طراحی پایه‌ای برای یک راکتور نمایشی HTGR تجاری مبتنی بر توریوم آغاز شد: THTR-300. این رآکتور با ظرفیت ۳۰۰ مگاوات برق، در سال ۱۹۸۵ با شبکه برق هماهنگ شد. شش ماه بعد، یک گویک سوختی در قلب راکتور گیر کرد. پس از انجام تعمیرات، راکتور مجدداً راه‌اندازی شد و در ژوئیهٔ ۱۹۸۶ به فعالیت بازگشت و در سپتامبر همان سال به ظرفیت کامل رسید. این راکتور تا سپتامبر ۱۹۸۸ فعالیت داشت و در سپتامبر ۱۹۸۹ تعطیل شد.

### مخالفت‌های اولیه و تعطیلی راکتورها
در اوایل دههٔ ۱۹۷۰، تظاهرات گستردهٔ مردمی از ساخت یک نیروگاه هسته‌ای در ویهل جلوگیری کرد. اعتراضات ویهل نمونه‌ای از اقدام مستقیم و نافرمانی مدنی توسط یک جامعهٔ محلی در برابر صنعت هسته‌ای بود. پلیس به استفادهٔ غیرضروری از خشونت متهم شد. موفقیت جنبش ضدهسته‌ای در ویهل الهام‌بخش مخالفت‌های هسته‌ای در سراسر آلمان و فراتر از آن شد.

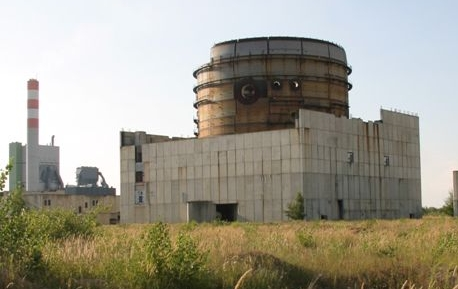
ویرانه‌های ساختمان نیمه‌کارهٔ راکتور نیروگاه استندال

نیروگاه هسته‌ای راینسبورگ نخستین نیروگاه هسته‌ای (عمدتاً آزمایشی) در آلمان شرقی بود. این نیروگاه با توان پایین، از ۱۹۶۶ تا ۱۹۹۰ فعالیت داشت. دومین نیروگاه، نیروگاه هسته‌ای گریفسوالد، قرار بود میزبان هشت راکتور روسی از نوع VVER-440 با توان ۴۴۰ مگاوات باشد. چهار راکتور نخست در فاصلهٔ ۱۹۷۳ تا ۱۹۷۹ به شبکه متصل شدند. راکتور شمارهٔ ۵ تنها کمتر از یک ماه فعال بود و سپس تعطیل شد؛ سه واحد دیگر در مراحل مختلف ساخت متوقف شدند. در سال ۱۹۹۰ و در جریان اتحاد دوبارهٔ آلمان، همهٔ نیروگاه‌های هسته‌ای شرق آلمان به‌دلیل نقص در استانداردهای ایمنی تعطیل شدند. نیروگاه هسته‌ای استندال در آلمان شرقی قرار بود بزرگ‌ترین نیروگاه هسته‌ای کشور باشد، اما پس از اتحاد دوباره آلمان و به‌دلیل نگرانی‌ها از طراحی اتحاد جماهیر شوروی، ساخت آن متوقف شد و هرگز به پایان نرسید. در دههٔ ۱۹۹۰، سه برج خنک‌کننده‌ای که ساخته شده بودند تخریب شدند و امروزه آن منطقه به‌عنوان یک ناحیهٔ صنعتی استفاده می‌شود.
تا سال ۱۹۹۲، گروهی از شرکت‌های آلمانی و سوئیسی برنامه‌ریزی کرده بودند تا ساخت راکتور HTR-500 را که بر پایهٔ فناوری THTR-300 توسعه یافته بود، ادامه دهند. اما فضای سیاسی منفی پس از فاجعه چرنوبیل و نیز مشکلات فنی THTR-300، این تلاش‌ها را متوقف کرد. امروزه این فناوری توسط چین با نام HTR-PM دنبال می‌شود.

### ممنوعیت ساخت و نخستین برنامهٔ توقف تدریجی

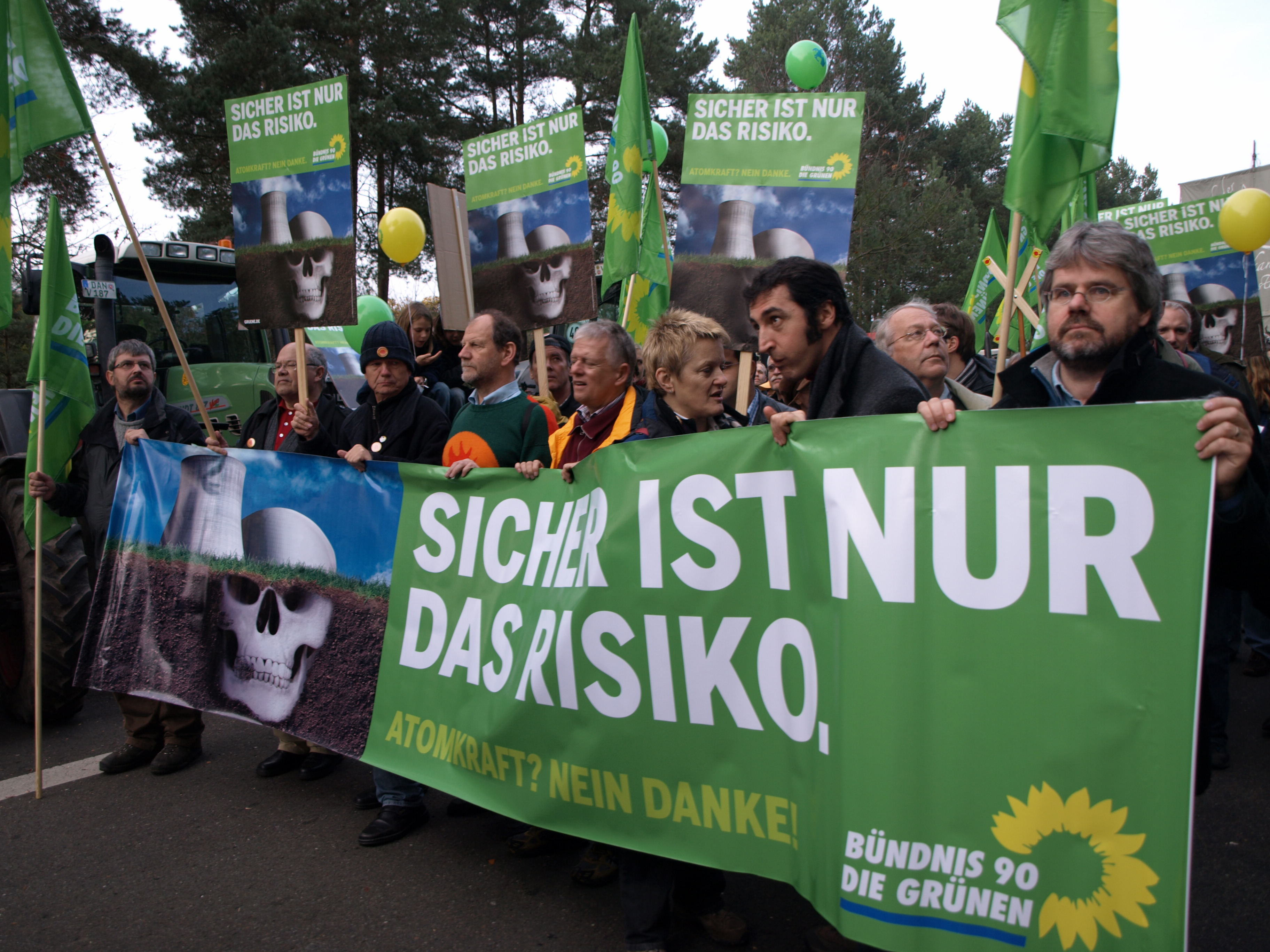
اعتراض ضد هسته‌ای در نزدیکی مرکز دفن ضایعات هسته‌ای در گورلبن، شمال آلمان، در ۸ نوامبر ۲۰۰۸. روی پلاکارد نوشته شده است: «تنها چیزی که قطعی است، ریسک آن است. انرژی هسته‌ای؟ نه، متشکریم!»

در دوران صدراعظمی گرهارد شرودر، دولت ائتلافی سوسیال‌دموکرات و سبزها تصمیم به توقف کامل استفاده از انرژی هسته‌ای تا سال ۲۰۲۲ گرفت.
این تصمیم شامل ممنوعیت ساخت نیروگاه‌های هسته‌ای جدید بود. همچنین برای همهٔ نیروگاه‌های هسته‌ای موجود، سقفی از میزان برق قابل تولید تا پیش از زمان تعطیلی تعیین شد که به‌طور میانگین به هر نیروگاه عمری حدود ۳۲ سال می‌داد.
در نتیجه، نیروگاه هسته‌ای اشتاده در نوامبر ۲۰۰۳ و اوبرایگهایم در سال ۲۰۰۵ نخستین نیروگاه‌هایی بودند که تعطیل شدند. قرار بود نکاروشتایم ۲ در سال ۲۰۲۱ آخرین نیروگاهی باشد که تعطیل می‌شود.

### تغییرات در برنامهٔ توقف تدریجی
برنامهٔ توقف تدریجی در اواخر سال ۲۰۱۰ به تعویق افتاد، زمانی که در دوران صدراعظمی آنگلا مرکل از جناح راست میانه، دولت ائتلافی محافظه‌کار و لیبرال تصمیم به تأخیر ۱۲ ساله در اجرای این برنامه گرفت. این تأخیر باعث اعتراضات گسترده شد، از جمله یک زنجیرهٔ انسانی با حضور ۵۰٬۰۰۰ نفر از اشتوتگارت تا نیروگاه هسته‌ای نزدیک در نکاروشتایم. تظاهرات جنبش ضدهسته‌ای در تاریخ ۱۲ مارس، حدود ۱۰۰٬۰۰۰ نفر را در سراسر آلمان گرد هم آورد.

هشت راکتور از هفده راکتور فعال در آلمان پس از حادثهٔ اتمی فوکوشیما در مارس ۲۰۱۱ به‌طور دائمی تعطیل شدند.

در ۱۴ مارس ۲۰۱۱، در پاسخ به نگرانی‌های عمومی نسبت به انرژی هسته‌ای که با حادثهٔ فوکوشیما در جامعهٔ آلمان شدت گرفت و در آستانهٔ انتخابات در سه ایالت آلمان، آنگلا مرکل اعلام کرد که مصوبهٔ تمدید عمر راکتورها که در سال ۲۰۱۰ تصویب شده بود، به مدت سه ماه تعلیق خواهد شد. غول صنعت مهندسی آلمان، زیمنس، نیز در سال ۲۰۱۱ در واکنش به حادثهٔ اتمی فوکوشیما اعلام کرد که به‌طور کامل از صنعت انرژی هسته‌ای خارج خواهد شد.
در ۱۵ مارس، دولت آلمان اعلام کرد که ۸ راکتور از ۱۷ راکتور خود را به‌طور موقت تعطیل خواهد کرد؛ یعنی همهٔ راکتورهایی که پیش از سال ۱۹۸۱ به شبکه متصل شده بودند. سیاستمداران پیشین حامی انرژی هسته‌ای، از جمله آنگلا مرکل، گیدو وستروله، و اشتفان مپوس، مواضع خود را تغییر دادند. در بزرگ‌ترین تظاهرات ضد هسته‌ای که تاکنون در آلمان برگزار شده، حدود ۲۵۰٬۰۰۰ نفر در ۲۶ مارس ۲۰۱۱ با شعار «به فوکوشیما گوش بدهید – همهٔ نیروگاه‌های هسته‌ای را خاموش کنید» اعتراض کردند.
در ۳۰ مهٔ ۲۰۱۱، دولت آلمان اعلام کرد که تا سال ۲۰۲۲ تمامی راکتورهای هسته‌ای کشور را تعطیل خواهد کرد. پیش از این تصمیم، بخش انرژی‌های تجدیدپذیر در آلمان در حال حاضر ۱۷٪ از برق کشور را تأمین می‌کرد و حدود ۳۷۰٬۰۰۰ نفر را به کار گرفته بود. تصمیم به توقف تدریجی انرژی هسته‌ای، یکی از سریع‌ترین چرخش‌های سیاسی در آلمان پس از اتحاد دوباره توصیف شده است.
نویسندهٔ سیاسی، دیوید فرام، تصمیم مرکل را حرکتی سیاسی برای بهبود محبوبیتش توصیف کرده است؛ محبوبیتی که پس از کمک مالی آلمان به کشورهای جنوب اروپا در پی بحران مالی ۲۰۰۸ کاهش یافته بود. در سپتامبر ۲۰۱۱، زیمنس، که مسئول ساخت تمامی ۱۷ نیروگاه هسته‌ای موجود در آلمان بود، اعلام کرد که پس از فاجعهٔ فوکوشیما و تغییرات متعاقب در سیاست انرژی آلمان، از بخش هسته‌ای خارج خواهد شد و دیگر در هیچ جای جهان نیروگاه هسته‌ای نخواهد ساخت.

وضعیت جهانی استفاده از انرژی هسته‌ای (۲۰۲۲):

مرکل اعلام کرد که آلمان «[نمی‌خواهد] تنها تا سال ۲۰۲۲ از انرژی هسته‌ای دست بکشد، بلکه همچنین می‌خواهیم انتشار کربن دی‌اکسید را ۴۰ درصد کاهش دهیم و سهم انرژی‌های تجدیدپذیر را از حدود ۱۷ درصد کنونی به ۳۵ درصد برسانیم».
پیش از سال ۲۰۱۱، حدود یک‌چهارم برق آلمان از انرژی هسته‌ای تأمین می‌شد. پس از فاجعهٔ فوکوشیما، هشت راکتور هسته‌ای آلمان در تاریخ ۶ اوت ۲۰۱۱ به‌طور دائمی تعطیل اعلام شدند: بیبلیس A و B، برونسبوتل، ایزار ۱، کرومل، نکاروشتایم ۱، فیلیپس‌بورگ ۱، و اونتروزر.
در ۵ دسامبر ۲۰۱۶، دادگاه قانون اساسی فدرال آلمان حکم داد که شرکت‌های بهره‌بردار نیروگاه‌های هسته‌ای که از تصمیم تسریع‌شدهٔ توقف تدریجی انرژی هسته‌ای پس از فاجعهٔ فوکوشیما آسیب دیده‌اند، واجد شرایط دریافت غرامت «مناسب» هستند. دادگاه اعلام کرد که خروج آلمان از انرژی هسته‌ای در اصل با قانون اساسی سازگار است، اما شرکت‌های انرژی حق دارند برای سرمایه‌گذاری‌هایی که در سال ۲۰۱۰ با «حسن نیت» انجام داده‌اند، خسارت دریافت کنند. این شرکت‌ها اکنون می‌توانند بر اساس حقوق مدنی از دولت آلمان شکایت کنند. انتظار می‌رود شرکت‌های E.ON, RWE، و Vattenfall مجموعاً ۱۹ میلیارد یورو غرامت در دادخواست‌های جداگانه مطالبه کنند. تا تاریخ ۷ دسامبر ۲۰۱۶، شش پرونده در دادگاه‌های آلمان به ثبت رسیده بود.
تا مارس ۲۰۱۹، تنها هفت نیروگاه هسته‌ای در آلمان در حال فعالیت بودند که باید طبق برنامه تعطیل و برچیده می‌شدند. تا اوایل سال ۲۰۲۲، تنها سه نیروگاه باقی مانده بودند که باید در سال پایانی تعطیل می‌شدند.

تولید ناخالص برق بر پایهٔ منبع در آلمان از ۱۹۹۰ تا ۲۰۲۰، که گذار از انرژی هسته‌ای و زغال‌سنگ به انرژی‌های تجدیدپذیر و گاز فسیلی را نشان می‌دهد

### بحث دوباره
پس از حملهٔ روسیه به اوکراین در سال ۲۰۲۲، سیاست انرژی آلمان — که تا آن زمان به‌شدت به واردات از روسیه (به‌ویژه گاز طبیعی) متکی بود — مورد بازنگری قرار گرفت، از جمله تعلیق موقت پروژهٔ جنجالی نورد استریم ۲.
روبرت هابک، وزیر اقتصاد و اقلیم آلمان، در مصاحبه‌ای اعلام کرد که نسبت به تمدید عمر سه نیروگاه هسته‌ای باقی‌مانده «گشوده» است، اما در عین حال نسبت به امکان‌پذیری و معناداری چنین اقدامی ابراز تردید کرد. شماری از روزنامه‌ها از جمله فرانکفورتر آلگماینه زایتونگ خواستار باز شدن دوبارهٔ بحث دربارهٔ توقف تدریجی انرژی هسته‌ای شدند. اپراتورهای سابق سه نیروگاه باقی‌ماندهٔ آلمان و همچنین راکتورهایی که در اواخر ۲۰۲۱ خاموش شده اما هنوز برچیده نشده بودند، اعلام کردند که برای مذاکره با دولت دربارهٔ تمدید عمر یا راه‌اندازی دوبارهٔ این راکتورها «آمادگی» دارند.
در ۲۱ اوت ۲۰۲۲، وزیر اقتصاد آلمان، روبرت هابک، اعلام کرد که دولت قصد ندارد روند توقف تدریجی را لغو کند، اما با بررسی احتمال تمدید عمر نیروگاه هسته‌ای ایزار در بایرن موافق است، مشروط به انجام یک آزمون فشار برای ارزیابی ظرفیت سیستم برق‌رسانی آلمان. افکار عمومی آلمان دربارهٔ توقف تدریجی انرژی هسته‌ای دچار دوگانگی بود.
در ۵ سپتامبر ۲۰۲۲، دولت فدرال اعلام کرد که دو مورد از سه نیروگاه هسته‌ای باقی‌مانده (نکاروشتایم و ایزار ۲) فراتر از تاریخ ۳۱ دسامبر ۲۰۲۲ تا آوریل ۲۰۲۳ به فعالیت ادامه خواهند داد (تمدید دورهٔ عملیاتی)، در حالی که نیروگاه هسته‌ای امسلاند طبق برنامه تعطیل خواهد شد. با این حال، در ۱۰ اکتبر ۲۰۲۲، اولاف شولتس اعلام کرد که هر سه نیروگاه تا ۱۵ آوریل ۲۰۲۳ به فعالیت خود ادامه خواهند داد. ولفگانگ کوبیکی، معاون رهبر حزب دموکرات آزاد آلمان، در مصاحبه‌ای با گروه رسانه‌ای فونکه گفت: «آلمان ایمن‌ترین نیروگاه‌های هسته‌ای جهان را دارد و خاموش کردن آن‌ها اشتباهی فاجعه‌بار خواهد بود که پیامدهای اقتصادی و زیست‌محیطی دردناکی به همراه خواهد داشت». دیگر اعضای حزب دموکرات آزاد نیز خواستار آن شده‌اند که دست‌کم این نیروگاه‌ها به‌عنوان اقدامی احتیاطی برای استفادهٔ احتمالی آینده در تولید برق، حفظ شوند.
در آوریل ۲۰۲۴، جنجالی پیرامون روند برچیدن نیروگاه‌های هسته‌ای در آلمان به وجود آمد. مجلهٔ آلمانی سیسرو مدعی شد که روبرت هابک، وزیر اقتصاد آلمان، در سال ۲۰۲۲ افکار عمومی را گمراه کرده و توصیه‌های کارشناسانی را که تأکید داشتند نیروگاه‌های هسته‌ای همچنان ایمن هستند، نادیده گرفته است. تا اوایل سال ۲۰۲۵، خبرنگاران با استفاده از احکام قضایی توانستند به اسناد داخلی دسترسی پیدا کنند که به همراه یافته‌های یک کمیتهٔ تحقیقاتی، امکان بازسازی روند تصمیم‌گیری را فراهم کرد. بر پایهٔ این مدارک، مشخص شد که مقام‌های عالی‌رتبه در وزارتخانهٔ هابک — از جمله پاتریک گرایشن و اشتفان تیدو — نظرات کارشناسان حامی ادامهٔ فعالیت نیروگاه‌های هسته‌ای را سرکوب کرده و تنها بیانیه‌هایی را به مراجع تصمیم‌گیرنده منتقل کرده‌اند که مخالف استفاده از انرژی هسته‌ای بوده‌اند.